# Эфиппий
Эфиппий (Ephippium), эфиппиум или сёдлышко — оболочка покоящихся (латентных) яиц некоторых ветвистоусых (Cladocera) жаброногих (Branchiopoda) ракообразных. Наличие эфиппиумов характерно для представителей всех семейств группы Anomopoda из отряда Daphniiformes. 

## Общая информация
Эфиппий образуется в виде утолщений стенок раковины в области выводковой камеры во время появления в яичниках зимних яиц; затем утолщённый слой хитина темнеет и впоследствии, после перехода яиц из яичников в выводковую камеру, сбрасывается вместе с раковинкой при линьке и образует защитную оболочку для покоящихся яиц. Покоящимися (зимними) называются оплодотворённые яйца, они откладываются при неблагоприятных для данного вида условиях существования, в отличие от неоплодотворённых  яиц, откладываемых самками при партеногенетическом размножении в благоприятных для этого же вида условиях существования. Эфиппиумы некоторых ветвистоусых (например, многих видов рода Daphnia) плавают на поверхности воды и прилипают к различным предметам, опущенным в воду, в том числе к лапам и перьям птиц, телу водных клопов-гладышей (при их взлёте из водоёма) и др. Это способствует расселению дафний в другие водоёмы. Эфиппиумы большинства других ветвистоусых опускаются на дно; у некоторых видов они имеют специальные крючковидные выросты для прикрепления к водным растениям и другим подводным предметам.